# Émile Durand
Émile Durand (Saint-Brieuc, 16 febbraio 1830 – Neuilly-sur-Seine, 7 maggio 1903) è stato un compositore, teorico della musica e insegnante francese.

## Biografia
Émile Durand nacque nel 1830 a Saint-Brieuc, si trasferì a Montpellier con la famiglia quando ebbe 12 anni. Studiò presso il Conservatorio di Parigi nel 1845, dove ebbe come insegnanti François Bazin e Fromental Halévy. Nel 1853 vinse il Prix de Rome con la cantata Le Rocher d'Appenzell.
Fu insegnante di teoria musicale e armonia presso il Conservatorio di Parigi, succedendo Bazin nel 1871. I suoi allievi furono Gabriel Pierné, Claude Debussy, Camille Erlanger e Arthur Goring Thomas.

## Composizioni principali
- L'Elixir de Cormelius, Opéra comique, 1868 (libretto di Henri Meilhac e Arthur Delavigne, 3 febbraio 1868)
- L'Astronome de Pont-Neuf, pochade musicale, 1869 (libretto di Jules Moinaux, 18 febbraio 1869)
- Sourires de Bretagne, fantasia per oboe, violino e clarinetto, 1888
- Comme à vingt ans (1858), cantata da Théodore Botrel

## Scritti principali
Trattati di teoria musicale e armonia:
- Traité d'harmonie théorique et pratique, 1881
- Traité d'accompagnement pratique au piano, 1884
- Traité de composizione musicale, 1899
- Solfège élémentaire
- Solfège melodique
- Traite de transposition